# Poyraz (Wind)
Poyraz (von altgriechisch Βορέας Boréas, deutsch ‚der Nördliche‘) ist der Name des Nordostwindes in der Türkei, der seinen Anlauf in den Steppen Russlands und West-Asiens nimmt. Er bestimmt weitgehend das Sommerklima am Schwarzen Meer. Da er am Bosporus und in den Dardanellen in die gleiche Richtung weht wie die Strömung, hat er für lange Zeit den Siedlern aus dem Mittelmeer den Zugang zum Schwarzen Meer unmöglich gemacht. Der Name Poyraz ist die türkische Form des Namens des griechischen Gottes Boreas. Boreas ist auch der Gott mit dem eiskalten Atem, der die Kälte über das Land brachte.

## Beschreibung
In den Gebieten um Bosporus und Marmarameer wird das Klima durch das Gegenspiel der kalten Nordwinde (Poyraz) und warmen Südwinde (Lodos) bestimmt. Der Poyraz ist ein frischer bis stürmischer Wind und sorgt für Abkühlung in der heißen Sommerzeit. Aus diesem Grunde ist er beliebt – anders als südliche Winde wie der Lodos, dem man föhnähnliche Wirkungen nachsagt. Lodos ist die türkische Form des Namens von Notos, eines Bruders von Boreas. In den Jahren, in denen der Poyraz etwa Ende November nachlässt, kehrt der Südwind die Meeresströmung aus dem Norden um und pflügt das kalte Oberflächenwasser nach unten. Die Umwälzung löst eine große Naturkatastrophe unter den Zugfischen aus, die ihren Zug nicht fortsetzen können und in Massen sterben.